# Solanum chaetophorum
Solanum chaetophorum är en potatisväxtart som beskrevs av Conrad Vernon Morton. Solanum chaetophorum ingår i släktet skattor som ingår i familjen potatisväxter. Inga underarter finns listade i Catalogue of Life.